# Torre mudéjar de la Alcudia
La torre mudéjar de la Alcudia, también llamada torre de las Campanas, se encuentra situada en Jérica (Castellón), Comunidad Valenciana, España.
Se localiza en la parte alta de la villa y baja del castillo, sobre un promontorio. Se trata de una torre campanario declarada Bien de Interés Cultural, según consta en la Dirección General de Patrimonio Artístico de la Generalidad Valenciana, con número de anotación ministerial: R-I-51-0004372, y fecha de anotación 6 de julio de 1979.

## Historia
Se cree que su construcción se inició alrededor de 1616, utilizando como base otra torre anterior (el basamento se supone de origen romano) y se realizó sobre una anterior llamada “Torre de la Alcudia”. Con esta nueva obra se pretendía conseguir un lugar adecuado para la colocación definitiva de las campanas y que así, al tiempo que seguridad y fijación, se lograra una mejor audición de las mismas en toda la población.
Tras el acuerdo del Consejo de la Villa, se encarga, el 2 de agosto de 1634 las trazas de la torre al monje de la Cartuja de Porta Coeli Fray Antón Ortín, conocedor del arte mudéjar. Más tarde se procedió a subastar la contratación de la obra de la torre, encargándose de ella el maestro cantero Domingo Frasnedo, bajo la dirección del Fray Pedro Ruhimonte de la Cartuja de Vall de Cristo, ascendiendo el valor de la misma a 1775 libras. De esta manera nos encontramos con una torre realizada en estilo gótico y manierista mudéjar.
En el siglo XVII, y debido a desperfectos que se habían producido estructuralmente, se llevó a cabo una y es en este momento cuando se decide incorporar el último cuerpo a la torre.
Más tarde, en el siglo XIX, durante la Primera Guerra Carlista (1833-40), se fortificó la población para poder resistir los ataques de las fuerzas carlistas, que trataban de expandirse hacia el sur desde la zona norte de Castellón. Es por esta razón, por la que cuando en 1837 las tropas del general Oraá ocupan Jérica, se decide fortificar la torre Mudéjar construyendo un fortín para poder ubicar la artillería. Su construcción se llevó a cabo siguiendo los diseños imperantes en la época ( el estilo italianizante, de planta pentagonal y reforzado por grandes y robustos torreones troncocónicos en cada una de sus esquinas). La elección de la torre se justifica por dos motivos, la elevada altura a la que se encontraba que la hacía idónea para la colocación de la artillería; y por otro, la existencia en la misma zona de una antigua alcazaba árabe, de planta octogonal, que se usaron como materiales para el nuevo fortín.

## Descripción
La torre de las campanas consta de tres cuerpos octogonales, que presentan distinto perímetro.
El primer cuerpo es octogonal puro (con una medida de 5,1 metros de lado), puesto que no presenta ni estribos ni ornamentaciones (fabricado con espesos muros de mampostería y enlucidos con mortero con 3 metros 10 centímetros de grosor), se piensa que es de origen romano y que se conoce documentalmente desde el año 713 como "Torre de la Alcudia".
En su interior tiene cuatro alturas, con cuatro estancias (alteradas con el transcurrir del tiempo al adaptarse a su funcionalidad concreta), distribuidas dos en la planta superior y dos en la inferior, y una escalera de caracol (en parte abierta en el grosor del muro ) que es accesible desde tres de las cuatro alturas. El cuarto nivel, que es el inferior tiene una escalera de acceso que le es propia y que le comunica directamente con el primer nivel. La última de las estancias era, en tiempos medievales, la Capilla de San Luis.

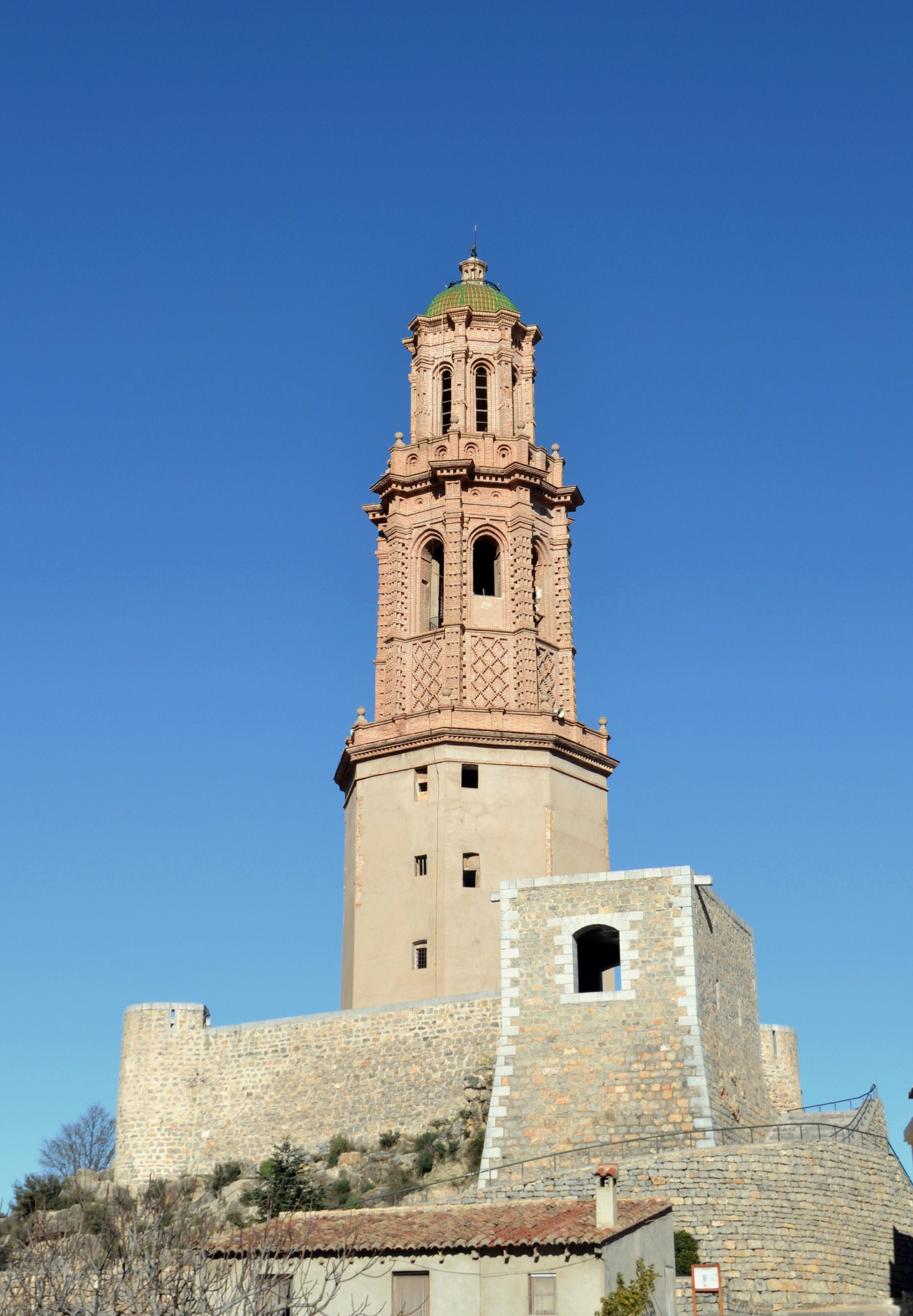
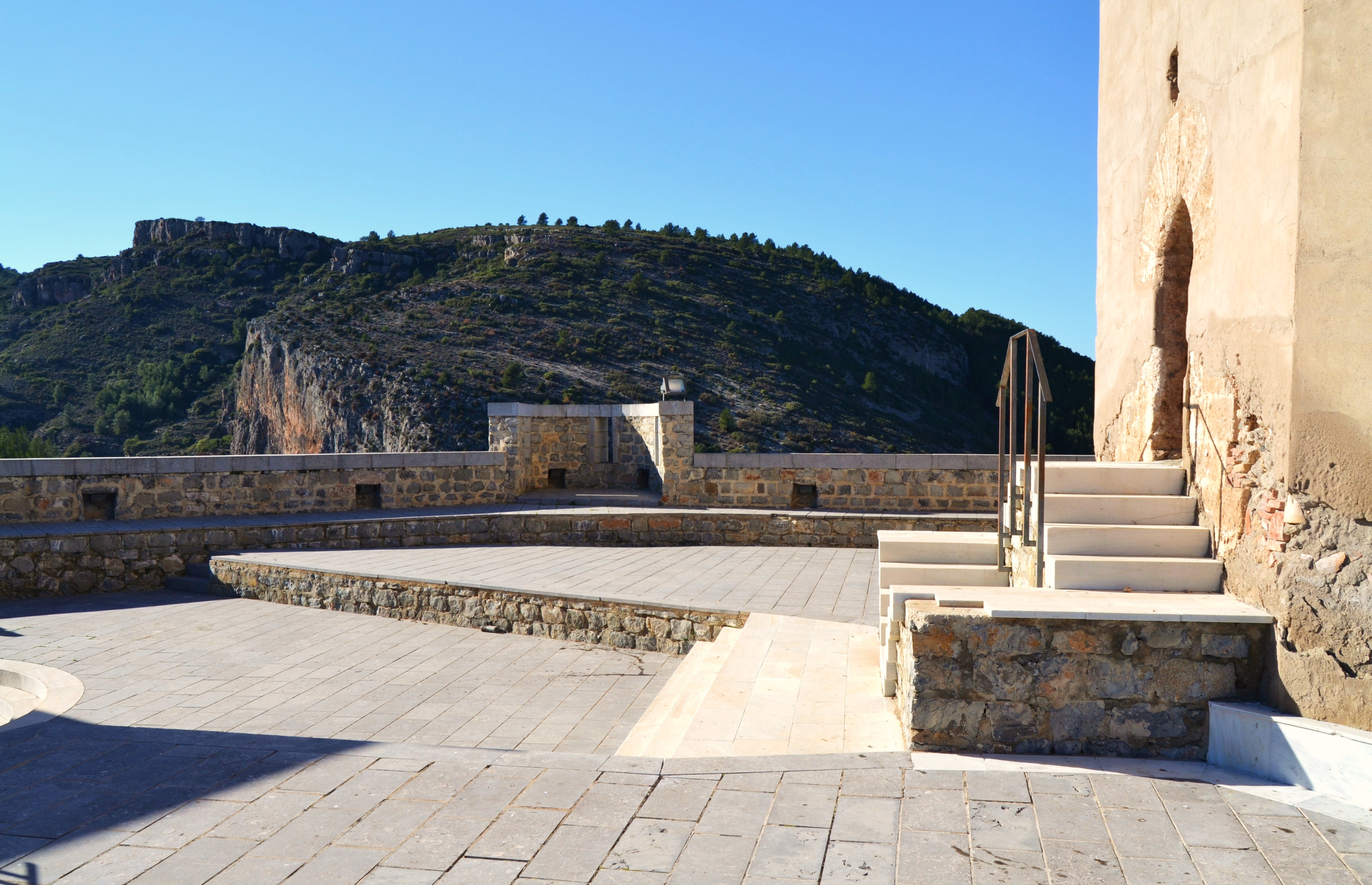
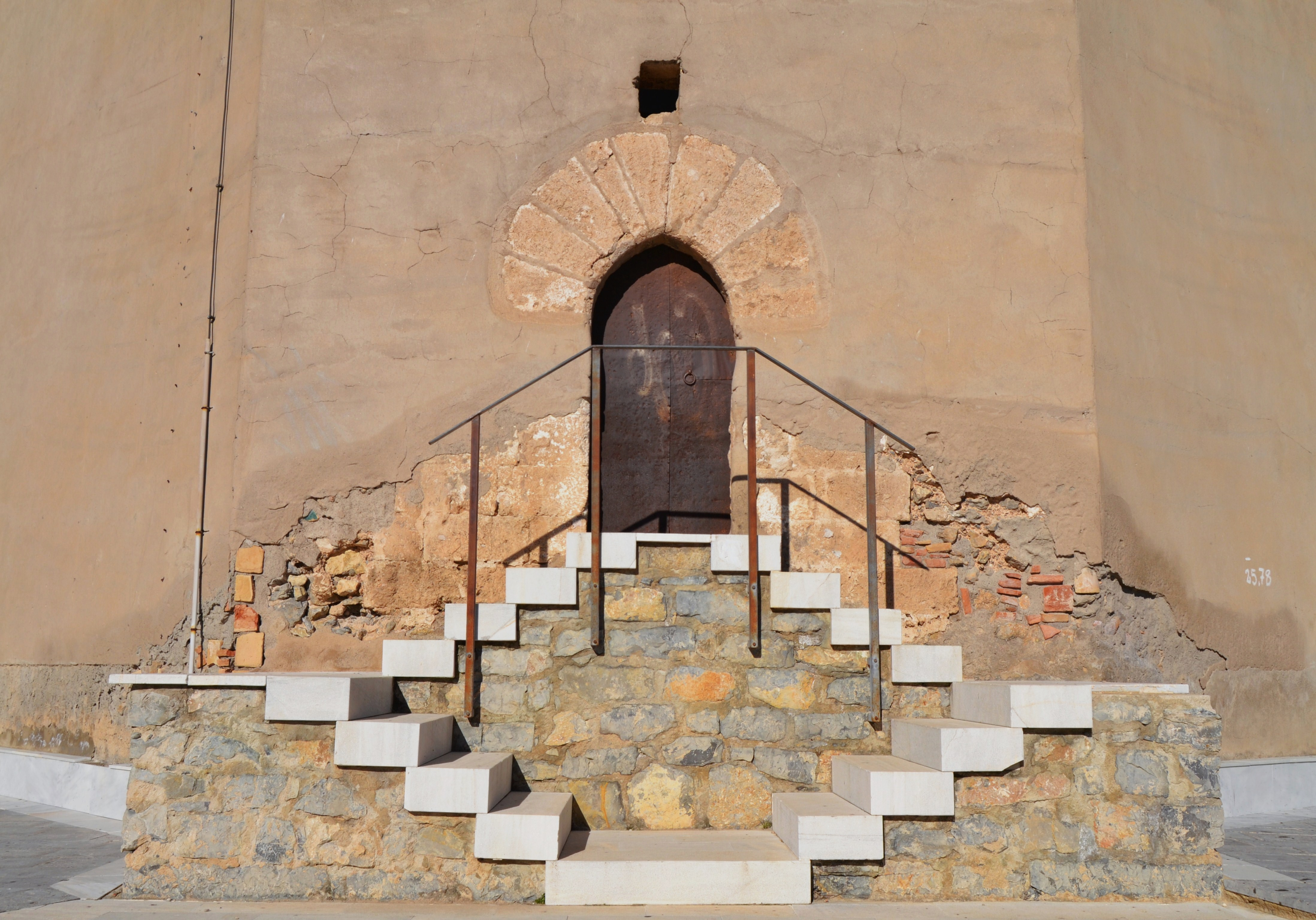
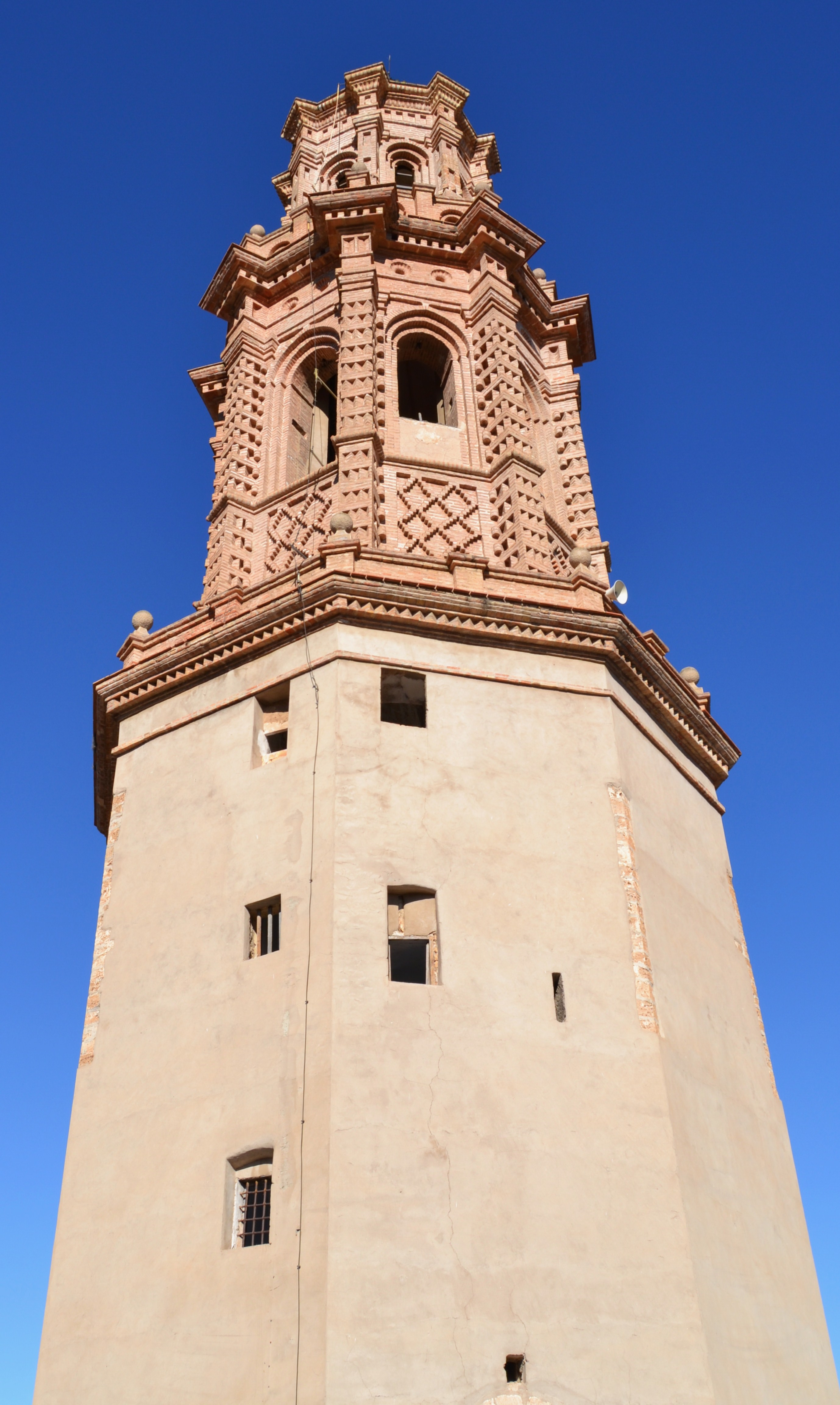
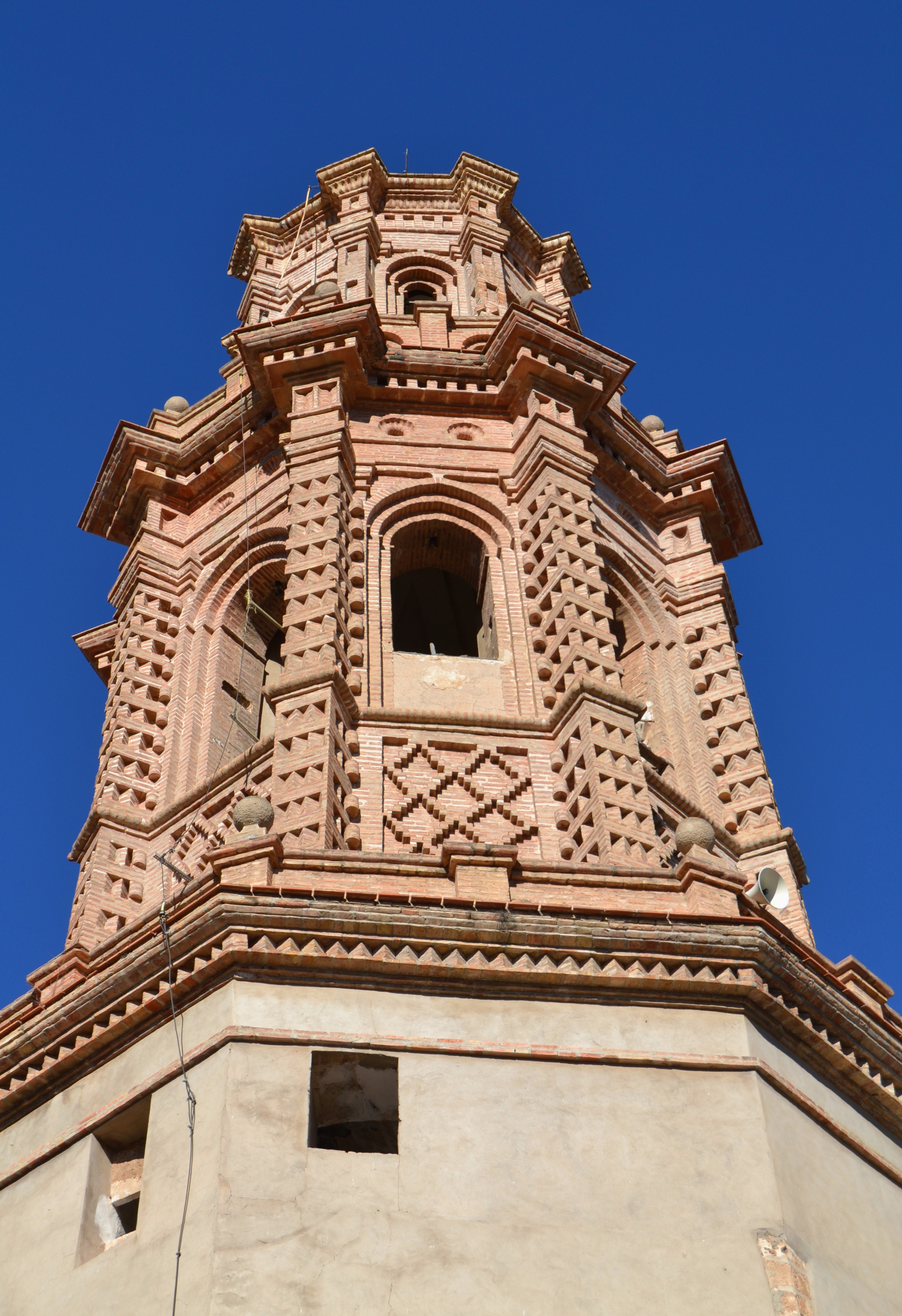

Sobre la plataforma aterrada de la antigua Torre de la Alcudia se construyó el siguiente cuerpo de la torre, la que sería Torre Campanario, que pese a ser también de planta octogonal, esta es decreciente, dando lugar a zonas aterrazadas con antepecho, que presenta un remate en los ángulos con bolas de piedra. Pueden distinguirse en ella dos cuerpos principales y la cúpula, que, a su vez, está rematada con linterna con luz propia.
Este segundo cuerpo es el que contiene las campanas, las cuales se ubican en unas aberturas en arcos de medio punto. A su vez, el cuerpo está subdivido en dos, de manera que en la parte inferior se encuentra el mecanismo de un antiguo reloj que, exteriormente, presenta decoración con dibujos geométricos en rombos. Por su parte, la linterna superior está menos decorada que la parte central y tiene como remate un cupullín que se cubre de teja árabe vidrada.
Destaca la decoración externa mudéjar de este cuerpo, realizada en ladrillo visto, perteneciente a la época de desarrollo del arte mudéjar-plateresco, con una clara ascendencia aragonesa. También llevan decoración de ladrillo las pilastras que corresponden a los ángulos y que tienen cierto carácter de estribos. Se observa finalmente otro antepecho con arquillos con ajimez y remates de bolas de piedra en los pilares, que da paso al cuerpo superior, que es la gran linterna, de arcos de medio punto rematada con cúpula semiesférica cubierta con teja vidriada verde y linterna con luz propia todo ello fechado en el siglo XVII.

## Las campanas
La Torre Mudéjar posee cinco campanas:
- San Antonio (1983). Advocación: San Antonio. 249 kg.
- De los Dolores (1983). Advocación: Virgen de los Dolores. 754 kg.
- La Mayor (1802). Advocación: Santísimo Sacramento y Santa Águeda. 2600 kg.
- De la Virgen (1790). Advocación: "El Santissimo Christo de la Sangre i la Virgen del Rosario. Anno Dei 1790". 2266 kg.
- El Tiple (1941). Advocación: San Jorge y San Mauro. 166 kg.